# ژاک دو موله
ژاک دو موله (به فرانسوی: Jacques de Molay) (متولد ۱۲۴۰–۱۲۵۰ میلادی– ۱۸ مارس ۱۳۱۴ میلادی) بیست و سومین و آخرین استاد اعظم شوالیه‌های معبد بود که به جرم بدعت‌گذاری در دستگاه تفتیش عقاید و به دستور مستقیم پاپ کلمنت پنجم سوزانده شد. وی از ۲۰ آوریل ۱۲۹۲ رهبری شوالیه‌های معبد را برعهده گرفت و تا زمان مرگ این منصب را عهده‌دار بود.

## مرگ

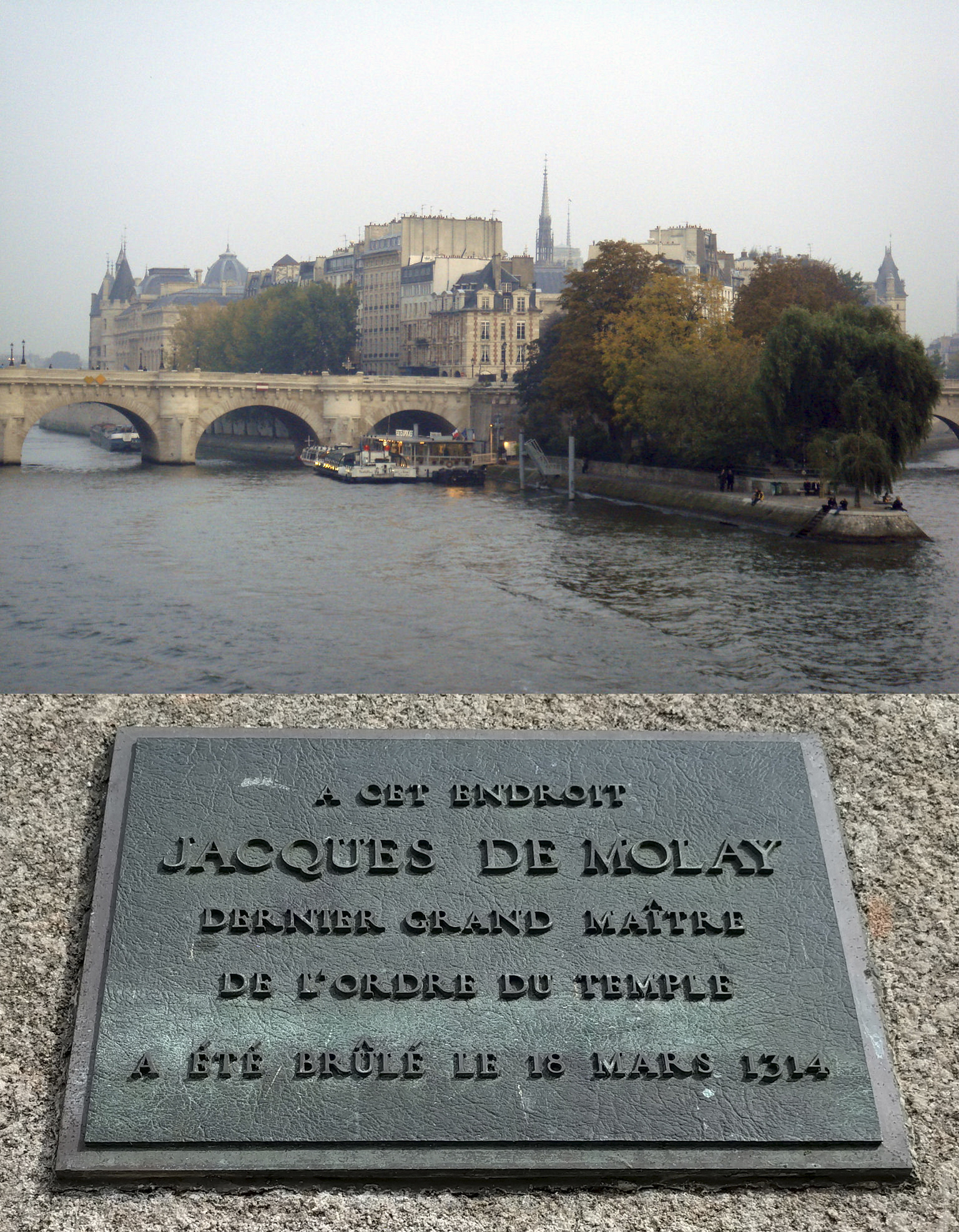
مزار ژاک دو موله

ژاک دو موله به همراه معاون خود ماه مارس سال ۱۳۱۴ به ستونی در میدان مقابل کلیسای نوتر دام بسته شد تا اعترافات پیشین خود را تصدیق کند و توسط نمایندگان پاپ به حبس ابد محکوم گردد. با این وجود، او در مقابل حاضران مدعی بی‌گناهی خود و فرقه‌اش شد. با توسل به این آخرین بهانه، فیلیپ چهارم، پادشاه فرانسه، دستور به سوزانده شدن هر دو داد. روز بعد با شعله‌ور گشتن هیزم‌ها، ژاک دو موله با سر دادن فریاد مجدداً خود را بی‌گناه خواند و خدا را منتقم خود دانست. بر مبنای سنت زمانه، او پادشاه و سیزده نسل بعدی وی را نفرین کرد. ژاک دو موله در آخرین کلمات پیش از جان باختن، وعده حضور پادشاه و پاپ جهت قضاوت در نزد خدا در عرض یک سال را داد. پاپ کلمنت پنجم در عرض یک ماه و فیلیپ چهارم هفت ماه پس از آن درگذشتند. لوئی دهم، فیلیپ پنجم و شارل چهارم، سه پسر تاجدار فیلیپ چهارم در عرض کمتر از ۶ سال در سنین جوانی بدون بر جای گذاشتن جانشین مذکر جان سپردند. خالی ماندن سریر سلطنت در فرانسه موجب به پا شدن جنگ صدساله، طولانی‌ترین جنگ در تاریخ جهان غرب، گردید. این حوادث سبب گشت افسانه نفرین ژاک دو موله فراگیر شود.